# Leśniańská přehradní nádrž
Leśniańská přehrada (polsky Jezioro Leśniańskie) je údolní přehradní nádrž v Dolnoslezském vojvodství v Polsku. Byla postavena na řece Kwise u města Leśna. Je 140 ha rozlehlá. Přehradní hráz je vysoká 30 m, postavená v roce 1907 a zadržuje 15 miliónů m³ vody. Nad hladinou přehrady se vypíná hrad Czocha.